# Machias Sealeiland
Machias Sealeiland is een eiland in omstreden water tussen de Golf van Maine en de Fundybaai, ongeveer zestien km ten zuidoosten van Cutler, Maine, Verenigde Staten en negentien km ten zuidwesten van Southwest Head, New Brunswick, Canada op Grand Manan. De soevereiniteit van het eiland wordt betwist, hoewel het eiland wordt bestuurd door Canada. De Canadese kustwacht blijft een vuurtoren op het eiland bemannen; in 1832 werd de eerste vuurtoren op het eiland gebouwd.

## Geografie
De mogelijkheid dat Machias Sealeiland bij de Grand Manan-archipel hoort, is een bron van onenigheid onder geologen. Het eiland wordt beschouwd als een mogelijke voortzetting van de reeks blootgestelde ondiepten, rotsen en eilandjes die ten zuiden en westen van Grand Manan liggen. Het diepere Grand Manan Kanaal ligt ten noorden en westen van het eiland en scheidt het van de kust van Washington County.
Machias Sealeiland is een kaal eiland zonder bomen. Door de ligging op de grens tussen de Golf van Maine en de Fundybaai hangt er vaak mist boven het eiland. Het is ook een toevluchtsoord voor zeevogels zoals papegaaiduikers, alken, zeekoeten, visdieven, noordse sterns, vale stormvogeltjes en eidereenden.

### North Rock
North Rock is een kale rots ongeveer vier kilometer ten noordnoordoosten van Machias Sealeiland, bij 44° 32′ NB, 67° 5′ WL. Net zoals het eiland wordt het bezit van deze rots betwist tussen Canada en de Verenigde Staten.

## Geschiedenis
Machias Sealeiland, dat waarschijnlijk werd gebruikt door de Passamaquoddy in het pre-Europese tijdperk, werd nooit actief of succesvol bewoond in de jaren dat de Fransen en de Britten dit deel van Noord-Amerika verkenden. Het eiland werd grotendeels genegeerd door zowel Groot-Brittannië als de Verenigde Staten tijdens de Amerikaanse Onafhankelijkheidsoorlog. Het Verdrag van Parijs maakte een einde aan de Onafhankelijkheidsoorlog. Artikel 2 probeerde de grenzen tussen de Verenigde Staten en Brits Noord-Amerika vast te stellen en een deel van deze tekst vermeldde het volgende:
And that all disputes which might arise in future on the subject of the boundaries of the said United States may be prevented, it is hereby agreed and declared, that the following are and shall be their boundaries, from the northwest angle of Nova Scotia, that angle which is formed by a line drawn due north from the source of St. Croix River to the highlands ... ... by a line to be drawn along the middle of the river Saint Croix, from its mouth in the Bay of Fundy to its source, and from its source directly north to the aforesaid highlands which divide the rivers that fall into the Atlantic Ocean from those which fall into the river Saint Lawrence; comprehending all islands within twenty leagues of any part of the shores of the United States, and lying between lines to be drawn due east from the points where the aforesaid boundaries between Nova Scotia on the one part and East Florida on the other shall, respectively, touch the Bay of Fundy and the Atlantic Ocean, excepting such islands as now are or heretofore have been within the limits of the said province of Nova Scotia.
De "northwest angle" van Nova Scotia verwijst naar het huidige New Brunswick, en de grens tussen Canada en de VS volgt nog steeds de St. Croix-rivier en een lijn recht naar het noorden vanaf de bron. Toen de St.Croix-rivier eenmaal ondubbelzinnig was geïdentificeerd na een opdracht van het Verdrag van Jay van 1794, werd het duidelijk dat Machias Sealeiland, evenals Grand Manan, binnen twintig leagues (110 km) van de kust van de Verenigde Staten lag en ten zuiden van de lijn die pal naar het oosten werd getrokken vanaf de monding van de St. Croix-rivier; maar het bleef onduidelijk of ze binnen de gedefinieerde grenzen van Nova Scotia lagen. Deze grenzen zijn opgetekent in de originele tekst van de landtoelage gedateerd uit 1621 aan Sir William Alexander (stichter van Nova Scotia) waarin alle "... eilanden of zeeën in de buurt van of binnen zes leagues van een deel ... van de genoemde kusten" worden geacht deel uit te maken van Nova Scotia. Machias Sealeiland ligt op 3,5 leagues van Grand Manan en 3 leagues van de kust van Maine.
Deze onduidelijkheden leidden ertoe dat beide landen verschillende eilanden claimden in de Passamaquoddybaai: Grand Manan en de nabijgelegen eilanden. Tijdens de oorlog van 1812 bezette het Verenigd Koninkrijk de kust van Maine, die zich uitstrekte van de grens met New Brunswick (ontstaan uit Nova Scotia in 1784) in het westen tot aan de vallei van de Penobscotrivier. Gedurende deze tijd werd er tol geheven op bewoners in verschillende bezette havens in het gebied. Het VK trok hun troepen terug bij de ondertekening van de Vrede van Gent in 1814, met als voorwaarde dat de grens beter afgebakend moest worden in het gebied van het Grand Manan Kanaal. In 1817 verklaarde een gezamenlijke commissie dat Moose, Dudley en de Frederick Islands tot de Verenigde Staten behoren, terwijl Grand Manan en alle andere eilanden van de Passamaquoddybaai tot Canada behoren.
Machias Sealeiland, wat niet in de Passamaquoddybaai ligt, maar wel in de buurt van Grand Manan, werd nooit direct genoemd. Groot-Brittannië behield het bezit van Machias Sealeiland, onder druk van de scheepvaartbelangen in de snelgroeiende haven van Saint John. New Brunswick bouwde er in 1832 een vuurtoren. Er zijn geen aanwijzingen dat een van de landen vóór 1832 op het eiland aanwezig was. Latere grensverdragen en onderhandelingen verlengden de zeegrens in het Grand Manan Kanaal in 1908–1910 tot het huidige eindpunt, ongeveer op gelijke afstand tussen Grand Manan en de kust van Maine, en enkele tientallen kilometers ten noordoosten van Machias Sealeiland.

## Canadees belang
Het Verenigd Koninkrijk, en later Canada, hebben een voortdurende belangstelling voor het eiland behouden, grotendeels door de voortdurende bezetting van de vuurtoren. Tot de jaren zeventig en tachtig woonden vuurtorenwachters van de Canadese kustwacht met hun gezinnen op het eiland en werden ze bevoorraad vanuit Grand Manan of Saint John. Sinds 1944 worden het eiland en haar kustwateren beschermd onder de benaming Machias Seal Island Migratory Bird Sanctuary, een trekvogelreservaat dat beheerd wordt door de Canadian Wildlife Service. Geen enkele particuliere burger in Canada heeft een eigendomsaanspraak ingediend op Machias Sealeiland, en Canada beschouwt het eiland als volledig eigendom van de federale overheid. Het eiland maakt al lang deel uit van de federale en provinciale kiesdistricten en op het eiland wordt de politie gehandhaafd door de Royal Canadian Mounted Police en op de wateren rond het eiland door het Department of Fisheries and Oceans.

## Belang van de Verenigde Staten
In 1918 werd met Canadese toestemming een klein detachement van Amerikaanse mariniers op het eiland geplaatst na de deelname van de VS aan de Eerste Wereldoorlog, als middel om te helpen bij de bescherming van het grondgebied en de belangrijkste vuurtoren die de ingang van de Bay of Fundy bewaakte tegen Duitse U-bootaanvallen. Deze troepen werden na enkele maanden teruggetrokken en sindsdien is de aanwezigheid van de VS niet meer hersteld. In het verleden hebben particulieren in Maine hun eigen claims van het eiland verdedigd, en momenteel brengt een Amerikaanse verzorger van touren vanuit Cutler toeristen naar het eiland tijdens het broedseizoen van zeevogels in de zomer, hoewel het aantal bezoekers beperkt is tijdens gevoelige periodes voor de vogels.

## Grens van de Golf van Maine
De soevereiniteit van Machias Sealeiland (en North Rock) zou vandaag waarschijnlijk niet meer ter discussie staan als Canada en de Verenigde Staten niet hadden besloten om deze kwestie niet op te lossen in hun gezamenlijke aanvraag van 1979 bij het Internationaal Gerechtshof te Den Haag in Nederland om de maritieme grens in de Golf van Maine te laten afbakenen voor visserij- en minerale exploratiedoeleinden op Georges Bank.
Beide landen vermeden de regel op de soevereiniteit van het Internationaal Gerechtshof op Machias Sealeiland en North Rock door in te stemmen met een gemeenschappelijk uitgangspunt van de grens. De uitspraak van het Internationaal Gerechtshof van 12 oktober 1984, Delimitation of the Maritime Boundary in the Gulf of Maine Area (Canada/United States of America), heeft een gat gelaten in de maritieme grens van enkele tientallen kilometers tussen het huidige einde van de Canadees-Amerikaanse grens en het startpunt van de grens van de Golf van Maine in 1984. Machias Sealeiland en North Rock liggen in het midden van deze "grijze zone" - een term die door vissers uit beide landen is bedacht en verwijst naar onduidelijke grenzen in het gebied.

## Huidige status

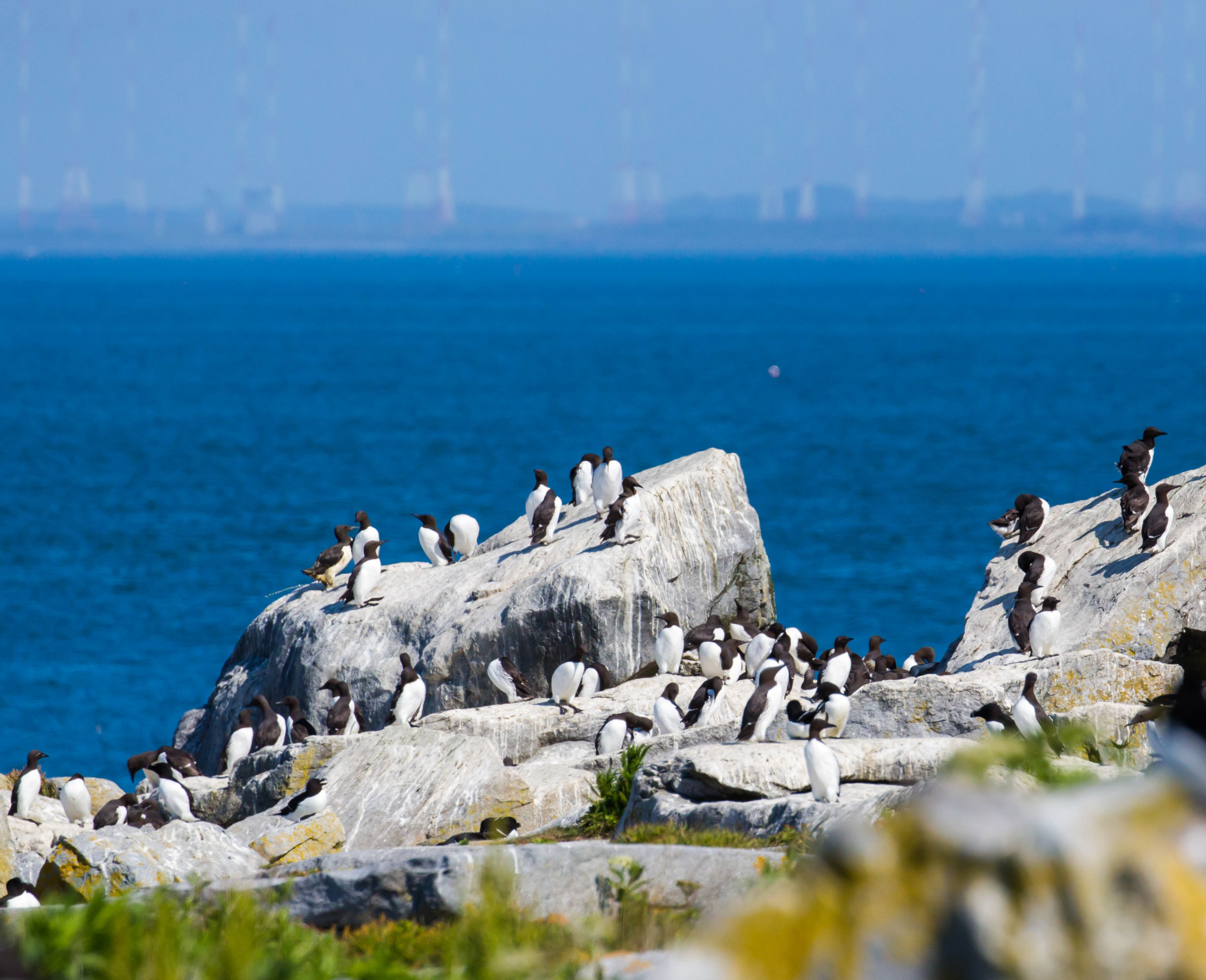
Zeevogels op het rotsachtige eiland

Sinds de uitspraak van het Internationaal Gerechtshof over de Golf van Maine in 1984 het lot van de zeegrenzen besliste, zijn Machias Sealeiland en North Rock, evenals de omliggende wateren, een "politiek voetbal" geworden voor lokale politici in vissersgemeenschappen aan de kust van Charlotte County en Washington County. Er zijn weinig tot geen mineralen of aardolievoorraden in de "grijze zone"; er wordt echter wel op Amerikaanse kreeften gevist. Vissers uit beide landen maken misbruik van het gebrek aan regels in de "grijze zone" door verschillende soorten te overbevissen.
In 1995 heeft de Canadese kustwacht het aantal bemande vuurtorens aan de Atlantische kust drastisch verminderd als een kostenbesparende maatregel. Tegenwoordig zijn alle vuurtorens in Oost-Canada, behalve die op Machias Sealeiland, onbemand.  De vuurtoren Machias Sealeiland was verscheidene jaren voorafgaand aan de aankondiging geautomatiseerd, maar het Canadese Ministerie van Buitenlandse Zaken dekt nu de kosten van de Canadese Kustwacht om de vuurtorenwachters op Machias Sealeiland te houden "vanwege soevereiniteitsdoeleinden".
In juni 2018 hielden Amerikaanse grenspatrouilleschepen ten minste tien Canadese vissersboten uit New Brunswick aan, die naar verluidt vroegen naar illegale immigranten. Het Ministerie van Buitenlandse Zaken van Canada heeft naar verluidt verklaard dat het "deze incidenten in Canadese wateren" onderzoekt. De Grand Manan Fishermen's Association suggereerde dat "de acties van de Amerikaanse agenten mogelijk routine waren".